# Morti il 19 dicembre
| Questa pagina contiene informazioni ricavate automaticamente dalle voci biografiche con l'ausilio del template Bio e di un bot. L'aggiornamento è periodico e automatico e ricostruisce completamente la pagina. Se manca una persona in questa lista, sei pregato di non aggiungerla, ma accertati piuttosto che la sua voce biografica contenga il template Bio e che i dati anagrafici siano correttamente compilati. Se il template Bio manca, inseriscilo tu stesso o, in alternativa, metti l'avviso {{tmp\|Bio}} che ne segnala la mancanza. Se i dati riportati sono sbagliati, correggi direttamente la voce biografica; le modifiche saranno visibili in questa lista entro pochi giorni. Per chiarimenti vedi il progetto biografie. La lista contiene solo le 511 persone che sono citate nell'enciclopedia e per le quali è stato implementato correttamente il template Bio. Pagina aggiornata al 13 ago 2025. |

## V secolo(1)
- 401 - Papa Anastasio I, papa, vescovo e santo (n. 340)

## VIII secolo(1)
- 739 - Samthann di Clonbroney, religiosa irlandese

## XI secolo(1)
- 1091 - Adelaide di Susa, sovrana italiana (n. 1016)

## XII secolo(4)
- 1111 - Agnese di Rheinfelden, nobile tedesco
- 1111 - Al-Ghazali, teologo, filosofo e mistico persiano (n. 1058)
- 1122 - Berardo da Teramo, vescovo cattolico italiano
- 1127 - Giordano II di Capua, principe normanno

## XIV secolo(3)
- 1350 - Giacomo II da Carrara, politico italiano
- 1370 - Papa Urbano V, papa, abate e beato francese (n. 1310)
- 1385 - Bernabò Visconti, nobile

## XV secolo(4)
- 1429 - Malatesta IV Malatesta, politico e condottiero italiano (n. 1370)
- 1442 - Elisabetta di Lussemburgo, nobile tedesca (n. 1409)
- 1494 - Matteo Maria Boiardo, poeta e letterato italiano (n. 1441)
- 1498 - Jeanne de Laval, nobile francese (n. 1433)

## XVI secolo(6)
- 1514 - Fioramonte Brognolo, religioso e diplomatico italiano
- 1549 - Ennio Filonardi, cardinale e vescovo cattolico italiano (n. 1466)
- 1562 - Jacques d'Albon de Saint-André, militare francese (n. 1505)
- 1562 - Francesco II di Nevers, nobile e militare francese (n. 1540)
- 1588 - Esther Handali, imprenditrice ottomana
- 1591 - Hōjō Ujinao, militare giapponese (n. 1562)

## XVII secolo(17)
- 1620 - Louis de Montesinos, religioso e teologo spagnolo (n. 1552)
- 1623 - Ottaviano Bon, ambasciatore italiano (n. 1552)
- 1625 - Giulio Sansedoni, vescovo cattolico italiano (n. 1551)
- 1630 - Matsukura Shigemasa, militare giapponese (n. 1574)
- 1636 - Cristina di Lorena, sovrana (n. 1565)
- 1636 - William Spencer, II barone Spencer di Wormleighton, nobile inglese (n. 1591)
- 1649 - Gil Carrillo de Albornoz, cardinale spagnolo (n. 1581)
- 1649 - Federico Savelli, generale italiano (n. 1583)
- 1651 - Giovanni Faustini, librettista e impresario teatrale italiano (n. 1615)
- 1659 - Anna Sofia di Brandeburgo, nobile (n. 1598)
- 1660 - Laura Malipiero, italiana
- 1665 - Gerard Pietersz van Zijl, pittore e disegnatore olandese (n. 1607)
- 1671 - Albert Curtz, astronomo tedesco (n. 1600)
- 1674 - Marcello Santacroce, cardinale e vescovo cattolico italiano (n. 1619)
- 1676 - Adolfo di Nassau-Schaumburg, nobile tedesco (n. 1629)
- 1685 - Carlo Fedeli, musicista e compositore italiano
- 1697 - Giacomo Franzoni, cardinale e vescovo cattolico italiano (n. 1612)

## XVIII secolo(18)
- 1705 - Pirro Maria Gabrielli, medico italiano (n. 1643)
- 1706 - Massimiliano Enrico di Wied-Runkel, conte (n. 1681)
- 1711 - Filippo Guglielmo di Brandeburgo-Schwedt, nobile (n. 1669)
- 1715 - Maria Antonia del Liechtenstein, principessa austriaca (n. 1683)
- 1737 - Giacomo Luigi Sobieski, nobile polacco (n. 1667)
- 1741 - Vitus Bering, esploratore e cartografo danese (n. 1681)
- 1742 - Domenico Parodi, pittore e scultore italiano (n. 1672)
- 1744 - George Olivier Wallis, generale austriaco (n. 1673)
- 1745 - Jean-Baptiste van Loo, pittore francese (n. 1684)
- 1749 - Francesco Antonio Bonporti, compositore italiano (n. 1672)
- 1751 - Luisa di Hannover, regina (n. 1724)
- 1754 - Georg Anton Gumpp, architetto austriaco (n. 1682)
- 1763 - Francesco Campora, pittore italiano (n. 1693)
- 1767 - Pierre Carpentier, filologo e presbitero francese (n. 1697)
- 1788 - Juan Bautista de Anza, esploratore e politico spagnolo (n. 1736)
- 1792 - Franz de Paula Ulrich Kinsky von Wchinitz und Tettau, principe e militare austriaco (n. 1726)
- 1797 - Francesco Sabatini, architetto italiano (n. 1721)
- 1798 - Charles-Joseph Panckoucke, scrittore e editore francese (n. 1736)

## XIX secolo(59)
- 1801 - Carlo Monza, compositore e organista italiano (n. 1735)
- 1801 - Francesco Saverio de Zelada, cardinale e arcivescovo cattolico italiano (n. 1717)
- 1803 - Adilşah Kadin, ottomana
- 1807 - Friedrich Melchior von Grimm, scrittore tedesco (n. 1723)
- 1812 - Jean-Baptiste Bernard de Vaublanc, militare francese (n. 1761)
- 1813 - David Hartley il giovane, politico e inventore inglese (n. 1732)
- 1814 - Giuseppe Venanzio Marvuglia, architetto italiano (n. 1729)
- 1815 - Benjamin Smith Barton, botanico e chimico statunitense (n. 1766)
- 1816 - Jean Philippe Garran de Coulon, politico, avvocato e nobile francese (n. 1748)
- 1819 - Thomas Fremantle, ammiraglio e politico inglese (n. 1765)
- 1825 - Franz Wenzel von Kaunitz-Rietberg, generale austriaco (n. 1742)
- 1826 - Giuseppe Serventi, medico, banchiere e imprenditore italiano (n. 1743)
- 1829 - Johann August Krafft, pittore e incisore tedesco (n. 1798)
- 1832 - Augustus Charles Pugin, architetto e disegnatore francese
- 1833 - Miguel de Azcuénaga, politico e militare argentino (n. 1754)
- 1833 - Nicolas Gersin, drammaturgo e librettista francese (n. 1769)
- 1833 - Giuseppe II di Schwarzenberg, nobile e imprenditore boemo (n. 1769)
- 1836 - Emily Donelson, politica statunitense (n. 1807)
- 1841 - Luigia Pallavicini, nobildonna italiana (n. 1772)
- 1842 - Filippo Cammarano, commediografo e attore teatrale italiano (n. 1764)
- 1845 - Friedrich Wilhelm Riemer, storico della letteratura e bibliotecario tedesco (n. 1774)
- 1845 - James Stuart-Wortley-Mackenzie, I barone di Wharncliffe, ufficiale e politico inglese (n. 1776)
- 1848 - Emily Brontë, scrittrice britannica (n. 1818)
- 1851 - William Turner, pittore e incisore inglese (n. 1775)
- 1854 - Pierre-Louis Binet de Marcognet, generale francese (n. 1765)
- 1856 - Franz Ludwig Catel, pittore tedesco (n. 1778)
- 1859 - Mirabeau Bonaparte Lamar, politico statunitense (n. 1798)
- 1860 - Konstantin Sergeevič Aksakov, scrittore, critico letterario e filosofo russo (n. 1817)
- 1860 - James Broun-Ramsay, I marchese di Dalhousie, nobile e politico scozzese (n. 1812)
- 1863 - Carlo Zucchi, generale italiano (n. 1777)
- 1865 - Nicholas Wood, ingegnere inglese (n. 1795)
- 1866 - Michail Vasil'evič Butaševič-Petraševskij, linguista, giornalista e attivista russo (n. 1821)
- 1867 - Johann Georg Kastner, compositore francese (n. 1810)
- 1867 - Giuseppe Ugolini, cardinale italiano (n. 1783)
- 1871 - Giuseppe Civinini, patriota, giornalista e politico italiano (n. 1835)
- 1871 - Mihael Stroj, pittore sloveno (n. 1803)
- 1871 - Joseph-Érasme-Louis de Courten, nobile e militare svizzero (n. 1807)
- 1872 - Jakob Friedrich Aberli, pittore svizzero (n. 1800)
- 1872 - Giuseppe Bianchetti, letterato e politico italiano (n. 1791)
- 1872 - Carlo Possenti, ingegnere e politico italiano (n. 1806)
- 1875 - Pragmalji II, principe indiano (n. 1839)
- 1876 - Meta Brevoort, alpinista statunitense (n. 1825)
- 1878 - Elia Lombardini, ingegnere italiano (n. 1794)
- 1879 - Franz Christian Boll, medico tedesco (n. 1849)
- 1882 - Luigi Formento, architetto italiano (n. 1815)
- 1884 - Francesco Prospero Antonini, storico, patriota e magistrato italiano (n. 1809)
- 1886 - Giuseppe Finzi, patriota e politico italiano (n. 1815)
- 1886 - Michele Rapisardi, pittore italiano (n. 1822)
- 1887 - François Bonvin, pittore francese (n. 1817)
- 1889 - Luigi Basile, patriota, magistrato e politico italiano (n. 1820)
- 1889 - Vincenzo Promis, numismatico, bibliotecario e storico italiano (n. 1839)
- 1890 - Eugène Lami, pittore, litografo e costumista francese (n. 1800)
- 1893 - Aloys Sprenger, orientalista austriaco (n. 1813)
- 1896 - Charles B. Atwood, architetto e disegnatore statunitense (n. 1849)
- 1896 - Luigi Calori, medico e anatomista italiano (n. 1807)
- 1897 - Stanislas de Guaita, esoterista e poeta francese (n. 1861)
- 1898 - Francis Napier, X lord Napier, politico, diplomatico e nobile britannico (n. 1819)
- 1900 - Rocco Cocchia, arcivescovo cattolico italiano (n. 1830)
- 1900 - Pietro Moro, politico italiano (n. 1829)

## XX secolo(246)
- 1903 - Eugenio Cecconi, pittore italiano (n. 1842)
- 1903 - Aleksandr Ivanovič Musin-Puškin, generale russo (n. 1827)
- 1904 - Carlo Cerruti, avvocato e politico italiano (n. 1840)
- 1904 - Ernst Hallier, botanico e micologo tedesco (n. 1831)
- 1906 - Ugo Dainelli, matematico italiano (n. 1849)
- 1906 - Frederic William Maitland, giurista e storico inglese (n. 1850)
- 1907 - John Strachey, politico britannico (n. 1823)
- 1908 - Victor-Lucien-Sulpice Lécot, cardinale e arcivescovo cattolico francese (n. 1831)
- 1911 - John Bigelow, politico e diplomatico statunitense (n. 1817)
- 1913 - Antimo VII di Costantinopoli, arcivescovo ortodosso greco
- 1913 - Vittorio Cuniberti, ingegnere navale e militare italiano (n. 1854)
- 1914 - Raffaele Faccioli, ingegnere e architetto italiano (n. 1836)
- 1914 - Johann Friedrich von Schulte, giurista, politico e docente tedesco (n. 1827)
- 1915 - Alois Alzheimer, psichiatra tedesco (n. 1864)
- 1916 - Alois Beer, fotografo austriaco (n. 1840)
- 1916 - Pietro Setacci, politico italiano (n. 1861)
- 1916 - Thibaw Min, re birmano (n. 1859)
- 1916 - Ercole Vidari, giurista italiano (n. 1836)
- 1916 - Carl Wilhelm von Zehender, oculista tedesco (n. 1819)
- 1917 - Adolf Lasson, filosofo tedesco (n. 1832)
- 1918 - Guardino Colleoni, imprenditore e politico italiano (n. 1843)
- 1919 - Achille Calzi, pittore e ceramista italiano (n. 1873)
- 1919 - Cleofonte Campanini, direttore d'orchestra italiano (n. 1860)
- 1919 - Emilio Castelli, militare, diplomatico e politico italiano (n. 1832)
- 1921 - Oreste Da Molin, pittore italiano (n. 1856)
- 1921 - Ella Harper, circense statunitense (n. 1870)
- 1921 - Fëdor Andreevič Matisen, navigatore, esploratore e cartografo russo (n. 1872)
- 1922 - Clementina Black, scrittrice inglese (n. 1853)
- 1922 - Friedrich Delitzsch, orientalista e assiriologo tedesco (n. 1850)
- 1923 - Gaetano Bonoris, banchiere italiano (n. 1861)
- 1924 - Luis Emilio Recabarren, politico cileno (n. 1876)
- 1925 - Elizabeth Phillips Hughes, educatrice britannica (n. 1851)
- 1925 - Basilio Magni, letterato, storico dell'arte e giurista italiano (n. 1831)
- 1925 - Teresa di Baviera, principessa (n. 1850)
- 1926 - Albert Bitter, arcivescovo cattolico tedesco (n. 1848)
- 1927 - Valentin Haecker, zoologo tedesco (n. 1864)
- 1927 - Clinton Edgar Woods, ingegnere elettrico, ingegnere meccanico e scrittore statunitense (n. 1863)
- 1929 - Michele Bertetti, avvocato e politico italiano (n. 1842)
- 1929 - Amelia Faraone, cantante italiana (n. 1871)
- 1930 - J. C. Christensen, politico danese (n. 1856)
- 1930 - Johnny Douglas, pugile e crickettista britannico (n. 1882)
- 1931 - René Borjas, calciatore uruguaiano (n. 1897)
- 1931 - Raffaello Sorbi, pittore italiano (n. 1844)
- 1932 - Clarence Whitehill, basso-baritono statunitense (n. 1871)
- 1933 - Jimmie Adams, attore statunitense (n. 1888)
- 1933 - Solatium, disegnatore italiano (n. 1859)
- 1933 - Friedrich von Ingenohl, ammiraglio tedesco (n. 1857)
- 1933 - Michele Mariacher, tenore italiano (n. 1864)
- 1933 - Eleuterio Rodolfi, attore, regista e sceneggiatore italiano (n. 1876)
- 1934 - Roland Burrage Dixon, antropologo statunitense (n. 1875)
- 1934 - Francis Planté, pianista e compositore francese (n. 1839)
- 1934 - Prince Randian, attore e circense guyanese (n. 1871)
- 1936 - Goliardo Mosca, militare e aviatore italiano (n. 1906)
- 1936 - Theodor Wiegand, archeologo tedesco (n. 1864)
- 1937 - Dmitrij Savel'evič Šuvaev, generale e politico russo (n. 1854)
- 1938 - Heinrich Finke, storico tedesco (n. 1855)
- 1939 - Jeanne Granier, soprano francese (n. 1852)
- 1939 - Alvah Meyer, velocista statunitense (n. 1888)
- 1940 - Giulio Alessio, economista e politico italiano (n. 1853)
- 1940 - Hendrik Christian Andersen, scultore, pittore e urbanista statunitense (n. 1872)
- 1940 - Francesco Coletti, economista e statistico italiano (n. 1866)
- 1940 - Kyösti Kallio, politico finlandese (n. 1873)
- 1941 - Elsie Clews Parsons, antropologa, etnologa e sociologa statunitense (n. 1875)
- 1941 - John Robert Osborn, militare canadese (n. 1899)
- 1942 - Angelo Bacigalupi, politico e antifascista italiano (n. 1882)
- 1942 - Pietro Donato, militare italiano (n. 1921)
- 1942 - Bogumiła Noiszewska, religiosa polacca (n. 1885)
- 1942 - Daniel Hermanus Pienaar, generale sudafricano (n. 1893)
- 1942 - Maria Marta di Gesù Wołowska, religiosa polacca (n. 1879)
- 1943 - Giovanni Cervi, partigiano italiano (n. 1903)
- 1943 - Renzo Chierici, generale e prefetto italiano (n. 1895)
- 1943 - Giovanni Ettore Mattei, botanico italiano (n. 1865)
- 1943 - Carlo Mendel, partigiano italiano (n. 1915)
- 1943 - Beppe Ottolenghi, partigiano italiano (n. 1921)
- 1944 - ʿAbbās Ḥilmī, egiziano (n. 1874)
- 1944 - Josephine Marcus, attrice statunitense (n. 1861)
- 1944 - Francesco Sabatucci, partigiano italiano (n. 1921)
- 1944 - Domenico Someda, pittore italiano (n. 1859)
- 1945 - John Amery, giornalista e attivista britannico (n. 1912)
- 1945 - Jean Demozay, militare e aviatore francese (n. 1915)
- 1945 - Sydney Martineau, schermidore britannico (n. 1863)
- 1946 - Paul Langevin, fisico francese (n. 1872)
- 1947 - Giovanni Bassanesi, fotoreporter, pacifista e antifascista italiano (n. 1905)
- 1947 - Arthur Sambon, numismatico e storico francese (n. 1867)
- 1947 - Duncan Campbell Scott, scrittore canadese (n. 1862)
- 1947 - Carlo Torlonia, politico italiano (n. 1874)
- 1948 - Joseph Friedrich Nicolaus Bornmüller, botanico tedesco (n. 1862)
- 1948 - Giordano Bruno Granzarolo, militare e aviatore italiano (n. 1894)
- 1948 - Edgardo Simone, scultore e scenografo italiano (n. 1890)
- 1949 - Ella Negruzzi, giurista rumena (n. 1876)
- 1950 - Gastone Razzaguta, scrittore, pittore e critico d'arte italiano (n. 1890)
- 1950 - Théodore Steeg, politico francese (n. 1868)
- 1950 - Bernard Tucker, ornitologo britannico (n. 1901)
- 1951 - Pete Hill, giocatore di baseball statunitense (n. 1882)
- 1951 - Henri de Saint Germain, schermidore francese (n. 1878)
- 1952 - Giuseppe Pontremoli, imprenditore e editore italiano (n. 1879)
- 1952 - Otello Putinati, politico, antifascista e sindacalista italiano (n. 1899)
- 1953 - Lew Harvey, attore statunitense (n. 1887)
- 1953 - Rudolf Leonhard, scrittore e attivista tedesco (n. 1889)
- 1953 - Robert Millikan, fisico statunitense (n. 1868)
- 1953 - Giulio Cesare Montagna, diplomatico e politico italiano (n. 1874)
- 1954 - Frans G. Bengtsson, scrittore, poeta e saggista svedese (n. 1894)
- 1954 - Gilbert Pratt, regista, sceneggiatore e attore statunitense (n. 1892)
- 1954 - Ludwik Solski, attore teatrale e direttore teatrale polacco (n. 1855)
- 1955 - Josephine Diebitsch Peary, esploratrice e scrittrice statunitense (n. 1863)
- 1955 - Herbert von Dirksen, diplomatico tedesco (n. 1882)
- 1956 - Mario Indelli, diplomatico e ambasciatore italiano (n. 1886)
- 1956 - Adolphe Klingelhoeffer, velocista, ostacolista e rugbista a 15 francese (n. 1880)
- 1957 - Ida Gibbs, docente e attivista statunitense (n. 1862)
- 1957 - Emil Henriques, velista svedese (n. 1883)
- 1957 - John William Van Druten, drammaturgo e regista teatrale britannico (n. 1901)
- 1958 - Carlo Alberto Pasolini, militare italiano (n. 1892)
- 1959 - Cecil Harcourt, ammiraglio britannico (n. 1892)
- 1959 - Carlo Lombardo, compositore e librettista italiano (n. 1869)
- 1959 - Andrés Martínez Trueba, chimico e politico uruguaiano (n. 1884)
- 1959 - Béla Sebestyén, calciatore ungherese (n. 1885)
- 1960 - Leo Sorteni, politico e ingegnere italiano (n. 1892)
- 1961 - John Van Alphen, calciatore belga (n. 1914)
- 1962 - Jean-Marie Charles Abrial, ammiraglio francese (n. 1879)
- 1962 - Warren Brittingham, calciatore statunitense (n. 1886)
- 1962 - Gino Giacomini, politico e insegnante sammarinese (n. 1878)
- 1962 - Friedrich Vordemberge-Gildewart, pittore tedesco (n. 1899)
- 1963 - Alan Gardiner, egittologo britannico (n. 1879)
- 1963 - Willi Kirsei, calciatore tedesco (n. 1902)
- 1963 - William Remington, lunghista, ostacolista e vescovo anglicano statunitense (n. 1879)
- 1963 - Joseph Spencer, nuotatore statunitense (n. 1880)
- 1964 - Ernie Hamilton, giocatore di lacrosse canadese (n. 1883)
- 1964 - Hugon Hanke, politico polacco (n. 1904)
- 1965 - Gianfranco Bersani, cestista italiano (n. 1919)
- 1967 - Bruno Gemelli, politico e militare italiano (n. 1895)
- 1967 - Francesco Geraci, partigiano e politico italiano (n. 1889)
- 1967 - Harold Holt, politico australiano (n. 1908)
- 1967 - Carmen Melis, soprano italiano (n. 1885)
- 1967 - Samoilă Mârza, fotografo romeno (n. 1886)
- 1968 - Erminio Troilo, filosofo italiano (n. 1874)
- 1969 - Sara Berner, attrice e doppiatrice statunitense (n. 1912)
- 1969 - Andrea Cesarano, arcivescovo cattolico italiano (n. 1880)
- 1970 - Vittorio Bodini, ispanista, traduttore e poeta italiano (n. 1914)
- 1970 - Aristide Merloni, imprenditore e politico italiano (n. 1897)
- 1970 - Giulia Recli, compositrice e saggista italiana (n. 1884)
- 1970 - Anna Riwkin-Brick, fotografa svedese (n. 1908)
- 1970 - Eugenio Treves, scrittore e lessicografo italiano (n. 1888)
- 1971 - Jackie Moreland, cestista statunitense (n. 1938)
- 1972 - Jacques Deval, commediografo, regista e scrittore francese (n. 1890)
- 1972 - Italia Marchesini, attrice italiana (n. 1896)
- 1973 - Emilio Niero, pittore italiano (n. 1927)
- 1973 - Povilas Plechavičius, generale lituano (n. 1890)
- 1973 - Philip Sachs, allenatore di pallacanestro statunitense (n. 1902)
- 1974 - Rodolfo Vicentini, politico italiano (n. 1896)
- 1975 - Filandro De Collibus, avvocato e politico italiano (n. 1889)
- 1975 - Henk Hordijk, calciatore olandese (n. 1893)
- 1975 - Minoru Kitani, giocatore di go giapponese (n. 1909)
- 1975 - René Maheu, insegnante e funzionario francese (n. 1905)
- 1976 - Giuseppe Caselli, pittore italiano (n. 1893)
- 1976 - Mariano Pierucci, fisico italiano (n. 1893)
- 1977 - Mario Borgiotti, pittore e collezionista d'arte italiano (n. 1906)
- 1977 - Eraldo Borrini, calciatore italiano (n. 1915)
- 1977 - Ellen Brockhöft, pattinatrice artistica su ghiaccio tedesca (n. 1893)
- 1977 - Severino Caveri, politico italiano (n. 1908)
- 1977 - Takeo Kurita, ammiraglio giapponese (n. 1889)
- 1977 - Jorge Pardón, calciatore peruviano (n. 1905)
- 1977 - Nellie Tayloe Ross, politica statunitense (n. 1876)
- 1977 - Jacques Tourneur, regista e montatore francese (n. 1904)
- 1978 - Pedro Cantero Cuadrado, arcivescovo cattolico spagnolo (n. 1902)
- 1978 - Moss Christie, nuotatore australiano (n. 1902)
- 1978 - Jean Claessens, calciatore belga (n. 1908)
- 1978 - Duncan Lamont, attore britannico (n. 1918)
- 1979 - Mara Carisi, modella e attrice italiana (n. 1919)
- 1979 - Guido Cristini, giudice, politico e faccendiere italiano (n. 1895)
- 1979 - François Fontan, politico e linguista francese (n. 1929)
- 1979 - Claus Juell, velista norvegese (n. 1902)
- 1979 - Predrag Marković, calciatore jugoslavo (n. 1930)
- 1980 - Tarzan Cooper, cestista e allenatore di pallacanestro statunitense (n. 1907)
- 1980 - Nasrollah Entezam, politico, funzionario e diplomatico iraniano (n. 1900)
- 1980 - Alaíde Foppa, poetessa, scrittrice e critica d'arte guatemalteca (n. 1914)
- 1982 - Dwight Macdonald, scrittore, filosofo e sociologo statunitense (n. 1906)
- 1982 - Renato Righetti, scultore e pittore italiano (n. 1905)
- 1982 - Boris Smirnov, attore sovietico (n. 1908)
- 1982 - Frederick Emmons Terman, ingegnere statunitense (n. 1900)
- 1983 - Samson Fainsilber, attore e cantante francese (n. 1904)
- 1983 - Fania Fénelon, pianista, compositrice e cantante francese (n. 1908)
- 1984 - Edward Carrere, scenografo statunitense (n. 1906)
- 1984 - Puck van Heel, calciatore olandese (n. 1904)
- 1984 - Michel Magne, compositore francese (n. 1930)
- 1984 - Ricardo Montero, ciclista su strada spagnolo (n. 1902)
- 1984 - Hugh Seton-Watson, storico, slavista e agente segreto britannico (n. 1916)
- 1985 - Bruno Calvani, scultore e pittore italiano (n. 1904)
- 1986 - Virginia Andrews, scrittrice statunitense (n. 1923)
- 1986 - Willy Favre, sciatore alpino svizzero (n. 1943)
- 1986 - Domingo García Heredia, calciatore peruviano (n. 1904)
- 1986 - Roger Grove, giocatore di football americano statunitense (n. 1908)
- 1986 - Avelar Brandão Vilela, cardinale e arcivescovo cattolico brasiliano (n. 1912)
- 1987 - Antonio Zerbini, basso italiano (n. 1924)
- 1989 - Audrey Christie, attrice statunitense (n. 1912)
- 1989 - Stella Gibbons, scrittrice, giornalista e poetessa britannica (n. 1902)
- 1989 - Kirill Trofimovič Mazurov, politico sovietico (n. 1914)
- 1989 - Julius Muthig, medico tedesco (n. 1908)
- 1989 - Georges Rouquier, regista, attore e sceneggiatore francese (n. 1909)
- 1990 - Massimo Amfiteatrof, violoncellista italiano (n. 1907)
- 1990 - Rubem Braga, scrittore e giornalista brasiliano (n. 1913)
- 1990 - Giuseppe Cesetti, pittore italiano (n. 1902)
- 1990 - Edmond Delfour, calciatore e allenatore di calcio francese (n. 1907)
- 1990 - Norbert Dufourcq, musicologo e musicista francese (n. 1904)
- 1991 - Howie Dallmar, cestista e allenatore di pallacanestro statunitense (n. 1922)
- 1991 - Franc Košir, cantante sloveno (n. 1931)
- 1991 - György Szűcs, allenatore di calcio e calciatore ungherese (n. 1912)
- 1992 - Gianni Brera, giornalista e scrittore italiano (n. 1919)
- 1992 - Louis Ducreux, attore, musicista e regista teatrale francese (n. 1911)
- 1992 - Herbert Lionel Adolphus Hart, filosofo e giurista britannico (n. 1907)
- 1992 - Fausto Montesi, ciclista su strada italiano (n. 1912)
- 1993 - Evgenij Nikolaevič Andrikanis, regista sovietico (n. 1909)
- 1993 - Karl Andritz, calciatore austriaco (n. 1914)
- 1993 - Arturo Chini Ludueña, calciatore argentino (n. 1904)
- 1993 - Michael Clarke, batterista statunitense (n. 1946)
- 1993 - Hubert Deltour, ciclista su strada e pistard belga (n. 1911)
- 1993 - Antonio Fusco, calciatore italiano (n. 1916)
- 1993 - Owain Owain, scrittore e poeta britannico (n. 1929)
- 1993 - Hans Rohrbach, matematico tedesco (n. 1903)
- 1993 - Pietro Serrentino, politico italiano (n. 1923)
- 1994 - Vera Čaplina, scrittrice russa (n. 1908)
- 1995 - René Lemoine, schermidore francese (n. 1905)
- 1995 - Ladislav Přáda, calciatore cecoslovacco (n. 1932)
- 1996 - Ejvind Hansen, canoista danese (n. 1924)
- 1996 - Ronald Howard, attore e scrittore britannico (n. 1918)
- 1996 - Marcello Mastroianni, attore italiano (n. 1924)
- 1996 - Ico Parisi, architetto, designer e fotografo italiano (n. 1916)
- 1997 - Masaru Ibuka, imprenditore, ingegnere e scrittore giapponese (n. 1908)
- 1997 - Jimmy Rogers, cantante e chitarrista statunitense (n. 1924)
- 1997 - Luigi Rossi, politico italiano (n. 1910)
- 1997 - Ugo Savarese, baritono italiano (n. 1912)
- 1997 - Fëdor Simašev, fondista sovietico (n. 1945)
- 1998 - Armando Cascio, politico italiano (n. 1920)
- 1998 - Mel Fisher, statunitense (n. 1922)
- 1998 - Antonio Ordóñez, torero spagnolo (n. 1932)
- 1998 - Qian Zhongshu, letterato e scrittore cinese (n. 1910)
- 1998 - Francesco Speranza, matematico italiano (n. 1932)
- 1999 - Giacomo Colussi, imprenditore italiano (n. 1914)
- 1999 - Edmondo Vitali, calciatore italiano (n. 1913)
- 1999 - Desmond Llewelyn, attore gallese (n. 1914)
- 2000 - Pierre Allain, alpinista e arrampicatore francese (n. 1904)
- 2000 - Carlos Cano, cantautore spagnolo (n. 1946)
- 2000 - György Györffy, storico ungherese (n. 1917)
- 2000 - Milt Hinton, contrabbassista statunitense (n. 1910)
- 2000 - John Lindsay, politico e avvocato statunitense (n. 1921)
- 2000 - Lou Polli, giocatore di baseball italiano (n. 1901)
- 2000 - Son Sann, politico cambogiano (n. 1911)

## XXI secolo(149)
- 2001 - Paolo Bufalini, politico e partigiano italiano (n. 1915)
- 2001 - Miriam Polster, psicologa statunitense (n. 1924)
- 2002 - Will Hoy, pilota automobilistico britannico (n. 1952)
- 2002 - Michele Mulas, artista e pittore italiano (n. 1936)
- 2002 - Lieselotte Plangger-Popp, pittrice, incisore e illustratrice tedesca (n. 1913)
- 2002 - Arthur Rowley, allenatore di calcio e calciatore inglese (n. 1926)
- 2002 - George Weller, scrittore, drammaturgo e giornalista statunitense (n. 1907)
- 2003 - Giorgio Bravi, calciatore e allenatore di calcio italiano (n. 1936)
- 2003 - Jan Borisovič Frid, regista cinematografico sovietico (n. 1908)
- 2003 - Hope Lange, attrice statunitense (n. 1933)
- 2003 - Heinz Marquardt, aviatore tedesco (n. 1922)
- 2003 - Enrico Salines, compositore italiano (n. 1911)
- 2003 - Les Tremayne, attore, doppiatore e conduttore radiofonico britannico (n. 1913)
- 2004 - Warren Ajax, cestista statunitense (n. 1921)
- 2004 - Inge Birkmann, attrice tedesca (n. 1915)
- 2004 - Herbert Brown, chimico britannico (n. 1912)
- 2004 - Armando Izzo, partigiano italiano (n. 1916)
- 2004 - Geraldo Lapenda, linguista e filosofo brasiliano (n. 1925)
- 2004 - Domenico Susi, politico italiano (n. 1940)
- 2004 - Gheorghe Tătaru, calciatore rumeno (n. 1948)
- 2004 - Renata Tebaldi, soprano italiano (n. 1922)
- 2004 - André Verdet, artista, pittore e poeta francese (n. 1913)
- 2005 - Liliana Bonfatti, attrice italiana (n. 1930)
- 2005 - George Bromilow, calciatore inglese (n. 1931)
- 2005 - Vincent Gigante, mafioso statunitense (n. 1928)
- 2005 - Marjorie Kellogg, scrittrice e sceneggiatrice statunitense (n. 1922)
- 2005 - William Leslie, attore statunitense (n. 1925)
- 2005 - Ugo Molinari, cantante italiano (n. 1929)
- 2005 - Luigi Muratori, politico italiano (n. 1946)
- 2005 - Marcel Salva, calciatore francese (n. 1922)
- 2006 - Giampiero Nebbia, pittore italiano (n. 1943)
- 2006 - Maj-Britt Nilsson, attrice svedese (n. 1924)
- 2006 - Luigi Nocivelli, imprenditore e dirigente d'azienda italiano (n. 1930)
- 2008 - James Bevel, attivista statunitense (n. 1936)
- 2008 - Sam Tingle, pilota automobilistico zimbabwese (n. 1921)
- 2009 - Sydney Bartlett, calciatore giamaicano
- 2009 - Dermot Bradley, storico irlandese (n. 1944)
- 2009 - Hossein-Ali Montazeri, teologo e attivista iraniano (n. 1922)
- 2009 - Piera Oppezzo, poetessa italiana (n. 1934)
- 2009 - Kim Peek, statunitense (n. 1951)
- 2010 - Egmont Jenny, politico e giornalista italiano (n. 1924)
- 2010 - Roy Romain, nuotatore britannico (n. 1918)
- 2011 - Miklós Boskovits, storico dell'arte ungherese (n. 1935)
- 2011 - Galliano Fogar, storico e partigiano italiano (n. 1921)
- 2011 - Luciano Magistrelli, calciatore e allenatore di calcio italiano (n. 1938)
- 2011 - Héctor Núñez, allenatore di calcio e calciatore uruguaiano (n. 1936)
- 2011 - Lilija Vasil'čenko, fondista sovietica (n. 1962)
- 2012 - Robert Bork, avvocato, giurista e magistrato statunitense (n. 1927)
- 2012 - Paul Crauchet, attore francese (n. 1920)
- 2012 - Colin Davis, pilota automobilistico britannico (n. 1933)
- 2012 - Georges Jobé, pilota motociclistico belga (n. 1961)
- 2012 - Amnon Lipkin-Shahak, politico e generale israeliano (n. 1944)
- 2012 - Larry Morris, giocatore di football americano statunitense (n. 1933)
- 2012 - Keiji Nakazawa, fumettista giapponese (n. 1939)
- 2012 - Aldo Tavolaro, astronomo italiano (n. 1923)
- 2013 - Winton Dean, musicologo inglese (n. 1916)
- 2013 - Herb Geller, sassofonista e compositore statunitense (n. 1928)
- 2013 - Ernst Hložek, calciatore e allenatore di calcio cecoslovacco (n. 1929)
- 2013 - Hideo Kanaya, pilota motociclistico giapponese (n. 1945)
- 2013 - Ružica Sokić, attrice e scrittrice serba (n. 1934)
- 2013 - Ned Vizzini, scrittore e sceneggiatore statunitense (n. 1981)
- 2014 - Sergio Barragán, calciatore spagnolo (n. 1930)
- 2014 - Philip Bradbourn, politico britannico (n. 1951)
- 2014 - Arthur Gardner, produttore cinematografico e attore statunitense (n. 1910)
- 2014 - Hosea Jaffe, economista, storico e scrittore sudafricano (n. 1921)
- 2014 - Éva Pajor, nuotatrice ungherese (n. 1937)
- 2014 - Igor' Nikolaevič Rodionov, generale e politico russo (n. 1936)
- 2014 - Doug Thomas, giocatore di football americano statunitense (n. 1969)
- 2015 - Douglas Dick, attore statunitense (n. 1920)
- 2015 - Jimmy Hill, calciatore e allenatore di calcio inglese (n. 1928)
- 2015 - Kenei Mabuni, artista marziale giapponese (n. 1918)
- 2015 - Kurt Masur, direttore d'orchestra tedesco (n. 1927)
- 2015 - Dickie Moore, hockeista su ghiaccio canadese (n. 1931)
- 2015 - Laura Olivetti, psicologa e filantropa italiana (n. 1950)
- 2015 - Karin Söder, politica svedese (n. 1928)
- 2015 - Lamberto Trezzini, direttore teatrale italiano (n. 1930)
- 2015 - Dick Wathika, attivista e politico keniota (n. 1973)
- 2016 - Andrej Karlov, politico e diplomatico russo (n. 1954)
- 2016 - Dick Latessa, attore statunitense (n. 1929)
- 2016 - Gastone Pasolini, politico e sindacalista sammarinese (n. 1932)
- 2016 - Fidel Uriarte, allenatore di calcio e calciatore spagnolo (n. 1945)
- 2017 - Juan Buceta, pallanuotista uruguaiano (n. 1927)
- 2017 - Célestin Gaombalet, politico centrafricano (n. 1942)
- 2017 - Clifford Irving, scrittore statunitense (n. 1930)
- 2017 - Lê Thị Hiệp, attrice vietnamita (n. 1971)
- 2017 - Richard Venture, attore statunitense (n. 1923)
- 2018 - Ron Abegglen, cestista e allenatore di pallacanestro statunitense (n. 1937)
- 2018 - Jacques Louis Antoine Marie David, vescovo cattolico francese (n. 1930)
- 2018 - Mel Hutchins, cestista statunitense (n. 1928)
- 2018 - Helena Jošková, cestista cecoslovacca (n. 1939)
- 2018 - Peter Masterson, attore, regista e produttore cinematografico statunitense (n. 1934)
- 2018 - Feliciano Montero, storico spagnolo (n. 1948)
- 2018 - Salvatore Rocca Rossetti, chirurgo italiano (n. 1927)
- 2018 - Stelvio Rosi, attore e produttore cinematografico italiano (n. 1938)
- 2019 - Francisco Brennand, scultore e pittore brasiliano (n. 1927)
- 2019 - Maria Luisa Galli, politica italiana (n. 1930)
- 2019 - Georgios Metallinos, presbitero, teologo e storico greco (n. 1940)
- 2019 - Marisa Ombra, partigiana e scrittrice italiana (n. 1925)
- 2019 - Beto Vidigal, calciatore portoghese (n. 1964)
- 2019 - Shahdon Winchester, calciatore trinidadiano (n. 1992)
- 2020 - Anthony Richard Birley, storico britannico (n. 1937)
- 2020 - Mile Bogović, vescovo cattolico croato (n. 1939)
- 2020 - Nedo Fiano, attivista e superstite dell'Olocausto italiano (n. 1925)
- 2020 - Lelio Giannetto, contrabbassista italiano (n. 1961)
- 2020 - Enrico Grabau, politico italiano (n. 1926)
- 2020 - Rosalind Knight, attrice britannica (n. 1933)
- 2020 - Giovanni Lai, militare italiano (n. 1945)
- 2020 - Mekere Morauta, politico papuano (n. 1946)
- 2020 - Märta Norberg, fondista svedese (n. 1922)
- 2021 - Boško Abramović, scacchista serbo (n. 1951)
- 2021 - Antoine Faivre, storico delle religioni francese (n. 1934)
- 2021 - Giuseppe Galante, canottiere italiano (n. 1937)
- 2021 - Carolyn Graves, canottiera statunitense (n. 1953)
- 2021 - Basilio Grillo Miceli, arcivescovo ortodosso italiano (n. 1937)
- 2021 - Robert Grubbs, chimico statunitense (n. 1942)
- 2021 - Sally Ann Howes, attrice e cantante britannica (n. 1930)
- 2021 - Johnny Isakson, politico statunitense (n. 1944)
- 2021 - Andrej Maljukov, regista russo (n. 1948)
- 2021 - Carlos Marín, cantante spagnolo (n. 1968)
- 2021 - Juan Norat, calciatore spagnolo (n. 1944)
- 2021 - Gastone Roversi, dirigente sportivo e arbitro di calcio italiano (n. 1923)
- 2021 - Goran Sobin, cestista jugoslavo (n. 1963)
- 2022 - Max Brito, rugbista a 15 ivoriano (n. 1971)
- 2022 - Claudisabel, cantante portoghese (n. 1976)
- 2022 - Stanley Drucker, clarinettista statunitense (n. 1929)
- 2022 - Mircea Dușa, politico rumeno (n. 1955)
- 2022 - Sonya Eddy, attrice statunitense (n. 1967)
- 2022 - Erwin Josef Ender, arcivescovo cattolico tedesco (n. 1937)
- 2022 - Jamila Ksiksi, politica tunisina (n. 1968)
- 2022 - Per-Ola Lindberg, nuotatore svedese (n. 1940)
- 2022 - Sandro Martini, pittore italiano (n. 1941)
- 2022 - Don McKenney, hockeista su ghiaccio canadese (n. 1934)
- 2022 - Roberto Sampietro, chirurgo italiano (n. 1941)
- 2022 - Al Smith, cestista statunitense (n. 1947)
- 2022 - Rudolf Vraniak, cestista e allenatore di pallacanestro cecoslovacco (n. 1931)
- 2023 - Ed Budde, giocatore di football americano statunitense (n. 1940)
- 2023 - Giulio De Stefano, velista italiano (n. 1929)
- 2023 - Janusz Gortat, pugile polacco (n. 1948)
- 2023 - Boro Jovanović, tennista jugoslavo (n. 1939)
- 2023 - Arno J. Mayer, storico lussemburghese (n. 1926)
- 2023 - K. M. Peyton, scrittrice statunitense (n. 1929)
- 2024 - Silvio Ascenzi, politico, imprenditore e dirigente d'azienda italiano (n. 1940)
- 2024 - Matteo Brigandì, avvocato e politico italiano (n. 1952)
- 2024 - Barry N. Malzberg, scrittore e curatore editoriale statunitense (n. 1939)
- 2024 - Federico Mayor Zaragoza, politico e funzionario spagnolo (n. 1934)
- 2024 - Robert Paul, pattinatore artistico su ghiaccio canadese (n. 1937)
- 2024 - Kirsten Simone, ballerina danese (n. 1934)
- 2024 - Miet Smet, politica belga (n. 1943)
- 2024 - Xie Fang, attrice cinese (n. 1935)

## Senza anno specificato(2)
- Gregorio di Auxerre, vescovo francese
- Andrew Sublette, esploratore statunitense (n. 1808)